# Artem Čornij
Artem Oleksandrovyč Čornij (in ucraino Артем Олександрович Чорній?; Mykolaïv, 23 ottobre 1989) è un allenatore di calcio ed ex calciatore ucraino, di ruolo centrocampista.

## Palmarès

### Club

#### Competizioni nazionali
- Perša Liha: 2

Illičivec': 2007-2008
Oleksandrija: 2014-2015